# リュウキュウコノハズク
リュウキュウコノハズク（琉球木葉木菟、学名：Otus elegans）は、フクロウ目フクロウ科コノハズク属に分類される鳥。

## 分布
台湾（蘭嶼）、日本（奄美大島以南）、フィリピン（バタン島）
日本では周年生息（留鳥）する。

## 形態
全長22cm。全身には黒褐色の虫食い状の斑紋が入る。上面は灰褐色の羽毛で覆われる。下面は淡い赤褐色の羽毛で覆われ、細くて短い縦縞が入る。頭部や胸部の羽毛は赤褐色みを帯びる。頭部には小型の耳介状の羽毛（羽角）がある。雌雄同色。
虹彩は黄色。趾は羽毛で覆われない。

## 分類
本種は独立種として記載されたが、その後は長くコノハズクの亜種とされていた。近年は囀りが異なることなどから独立種とする説が有力だが、コノハズクやセレベスコノハズクの亜種とする説もある。

## 生態
平地から山地にかけての森林に生息する。
食性は動物食で、昆虫、クモ、ヤモリなどを食べる。夕暮れ時に活動を開始し、羽音を出さずに飛び回る。
主に樹洞に直接卵を産んで繁殖する。オオタニワタリの葉の中や蟻塚の中を巣にすることもある。
夜間に一定の間隔を開けて「コホゥ」と繰り返し鳴く。求愛の際には雌雄で鳴きかわす。鳴き声は繁殖期に限らず一年中聞くことができる。

## 亜種
- O. e. elegans Cassin, 1852 - リュウキュウコノハズク
- O. e. calayensis McGregor, 1904 - カラヤンコノハズク
- O. e. interpositus Kuroda, 1923 - ダイトウコノハズク
  - 絶滅危惧II類 (VU)（環境省レッドリスト）[2]

- O. e. botelensis Kuroda, 1928 - ランユウコノハズク

## 備考
- 2023年1月に奄美市名瀬朝戸で左上腕骨が折れた個体が発見され、野生復帰が困難とされたため奄美海洋展示館で受け入れ展示されることになった[3]。